# Mezhová
Mezhová (en ucraniano: Межова) es un pueblo ucraniano perteneciente al óblast de Dnipropetrovsk. Situado en el este del país, es parte del raión de Sinélnikove y del municipio (hromada) homónimo.

## Toponimia
El nombre del asentamiento en ruso es Mezhevaya (en ruso: Межевая). 

## Geografía
Mezhová se encuentra en el nacimiento del río Kamianka, 115 km al este de Zaporiyia y 124 al sureste de Dnipró. 

## Historia
La historia de Mezhová comenzó en 1884 con la construcción de la estación de tren de Mezhová en la línea Yekaterinoslav-Yuzovka.
A principios de enero de 1918, Mezhová se sumó a la revolución bolchevique, se inició la reforma agraria. A mediados de abril de 1918 el distrito fue ocupado por el avance de las tropas austro-alemanas y posteriormente, durante la guerra civil rusa, el pueblo cambió varias veces de manos hasta enero de 1920.
Durante la Segunda Guerra Mundial, la zona estuvo ocupada por la Wehrmacht alemana del 14 de octubre de 1941 al 10 de septiembre de 1943.  
En diciembre de 1956, como resultado de la fusión de las aldeas de Jrijorivka, Novoslovianka y Kamianka, se creó el asentamiento de tipo urbano de Mezhová.
Hasta el 18 de julio de 2020, Mezhová fue el centro del raión de Mezhová. El raión fue abolido en julio de 2020 como parte de la reforma administrativa de Ucrania, que redujo el número de raiones del óblast de Dnipropetrovsk a siete. El territorio del raión de Mezhová se fusionó con el raión de Sinélnikove.En 2023, Mezhová perdió el estatus de asentamiento de tipo urbano debido a la eliminación de este estatus administrativo.

## Demografía
La evolución de la población de Mezhová entre 1959 y 2022 fue la siguiente:
| 8098                                                          | 7899 | 8563 | 8965 | 8119 | 7380 | 7022 |
| (Fuente: Cities & Towns of Ukraine y UKRAINE: Größere Städte) |      |      |      |      |      |      |

Según el censo de 2001, la lengua materna de la mayoría de los habitantes, el 95,71%, es el ucraniano; y del 3,45%, el ruso.

## Infraestructura

### Transporte
Mezhova está en la carretera que conecta Pokrovsk con Vasilkivka. También tiene acceso a la autopista M04, que conecta Pokrovsk con Dnipró y Krivói Rog. La estación de tren de Mezhová se encuentra en la línea ferroviaria que conecta Dnipró vía Sinélnikove y Chápline con Pokvovsk. 

## Personas ilustres
- Vladímir Semichastni (1924-2001): político soviético y jefe de la KGB (1961-1967).